# Holly One
Holly One (nascut Oliviero Migliore; Milà, 12 d'abril de 1965 – 8 de setembre de 2006) va ser un actor pornogràfic italià que era conegut principalment per la seva baixa estatura (al voltant de 120 cms).
Es va establir a Espanya als anys 80 i va començar a actuar en espectacles a clubs nocturnss d'Eivissa als anys 1990. Va ser descobert per Juani de Lucía, propietari de la discoteca Sala Bagdad de Barcelona, i es va convertir en protagonista dels espectacles eròtics que s'hi escenificaven. Va fer el seu debut en el porno hardcore a la pel·lícula Pequeño pero Matón in 1997. Fins a la seva mort, va actuar en nombroses pel·lícules porno juntament amb actors famosos Rocco Siffredi and Nacho Vidal en escenes amb Katsumi (Who Fucked Rocco?), Kelly Stafford (Rocco e Kelly indecenti a Barcelona), i altres.
Els seus crèdits d'actuació no es van limitar a la pornografia. Va aparèixer a moltes pel·lícules populars, entre les quals es trobava Todo sobre mi madre i Faust: Love of the Damned.
Va ser una de les figures preferides del Festival Internacional de Cinema Eròtic de Barcelona tant per les seves actuacions escèniques com per les seves nominacions. L'any 2000, va guanyar un premi Ninfa al millor actor secundari per la pel·lícula Bulls and Milk (Narcís Bosch/International Film Grup).
Va morir a Barcelona d'una aturada cardíaca causada per una malaltia pulmonar.